# نسر أكبر أصفر الرأس
النسر الأكبر أصفر الرأس ويعرف أيضاً بنسر الغابة هو نوع من الطيور، من فصيلة نسور العالم الجديد. كان يُعتبر هو والنسر الأصغر أصفر الرأس نوعاً واحداً حتى انقسما في 1964. يتواجد النسر الأكبر في أمريكا الجنوبية في المنطقة الاستوائية، في الغابات المنخفضة الأراضي الرطبة. والنسر الأكبر طائر ضخم، حيث يمتد باع جناحيه 166-178 سم، ووزنه 1.65 كجم، وطول جسمه 64-75 سم. لون ريش جسمه أسود، ورأسه ورقبته واللذان يقل عندهما الريش، تختلف صفارتهما من الأصفر الغامق إلى البرتقالي الشاحب. يفتقر النسر الأكبر لمصفار لذلك تقتصر أصواته على همهمات وهسهسة منخفضة.
يتغذى النسر الأكبر على الجيف ويحدد موقع الجثث بالشم والبصر وهو أمر نادر في الطيور. يعتمد النسر الأكبر على نسور أكبر منه مثل نسر الملك للقيام بتمزيق جلود الحيوانات الكبيرة لأنه ليس لديه المقدرة على ذلك. يستخدم النسر الأكبر كنسور العالم الجديد الحرارة للبقاء طويلاً مع حد أدنى من الجهد. يضع النسر الأكبر بيوضه على سطوح مستوية مثل طوابق الكهوف ويطعم صغاره بواسطة قلس.

## التصنيف
مُيز النسر الأكبر عن النسر الأصغر بحيث أنهما نوعان مختلفان، ووصفهما ألكسندر ويتمور في 1964. وكلاهما يعرفان بأنهما نسران أصفرا الرأس. جنس النسر الأكبر، كاثارتيس يعني النقي وهو من اللاتينية من اليونانية kathartēs/καθαρτη. الاسم الشائع له vulture مشتق من الكلمة اللاتينية vulturus وهو يعني التمزيق وذلك يشير إلى عادات تغذيته.
لا يزال التصنيف الدقيق للنسر الأكبر أصفر الرأس والأنواع الستة الباقية من نسور العالم الجديد غير واضح. بالرغم من أن نسور العالم الجديد والقديم متشابهان كلاهما في المظهر والأدوار البيئية إلا أنهما تطورا من أسلاف مختلفة في مختلف أنحاء العالم. والفرق بين النوعين حالياً قيد المناقشة، لكن هناك اقتراحات سابقة بأن نسور العالم الجديد قريبة أكثر من اللقالق. حالياً، هناك سلطات أكثر حافظت على الموقف العام في رتبة صقريات الشكل مع نسور العالم القديم، أو وضعهم في رتبتهم الخاصة «كاثارتي فورمر». اتحاد عالم الطيور الأمريكية قد أزال نسور العالم الجديد من اللقلقيات، وبدلاً من ذلك وضعتهم ضمن الصنوف غير المحددة ولكن يمكن انتقالهم في رتبة صقريات الشكل.

## الوصف

رسم بياني يعرض الألوان العامة للنسر الأكبر أصفر الرأس

طول النسر الأكبر أصفر الرأس 64-75 سم. وباع جناحيه 166-178 سم، وطول ذيله 25-29 سم. ومتوسط وزن النسر الأكبر هو 1.65 كجم. لون ريش جسمه أسود مع لمعان أخضر وبنفسجي. يقل الريش عند منطقة الحلق وجوانب الرأس. تتدرج الألوان في رأسه من الأصفر الغامق حتى البرتقالي الشاحب، مع تاج أزرق. ولون مقفاه ومنخره قرنفلي شاحب. الجوانب التحتية للجناحين سوداء، بينما ريش الطيران أخف ظلاً. الإحدى عشرة ريشة طيران تبدو بيضاء عند رؤيتها من فوق. ذيله طويل بالنسبة لنسر وملتف، ويتوسع وراء طرف جناحه المغلق. وجنس هذه النسور متشابهة ظاهرياً. لون رأس صغار النسر الأكبر ضارب للرمادي، والذين في جميع الأحوال يشبهون النسور البالغة.
قزحيات عينيه حمراء وسيقانه سوداء ومنقاره له لون اللحم. عين النسر الأكبر لها صف غير مكتمل من الرموش على الجفن العلوي وصفان تحت الجفن السفلي. منقاره سميك ومدور، ومعقوف عند الحافة. وبسبب عادة التبريد بالفضلات لديه، فإن القسم القشري من ساقيه مبقع ببقع بيضاء من أثر حمض البول. أصابع قدميه الأماميين طوال، مع شبكات صغيرة في قاعيهما، وليست مهيئة لإمساك الأشياء. منخره طولي، ويحط على طبقة شمعية من منقاره، ويفتقد لحاجز. ككل نسور العالم الجديد، يفتقر النسر الأكبر للمصفار، ولذلك هو غير قادر على صنع أي صوت سوى الهسهسات المنخفضة.
يختلف النسر الأكبر أصفر الرأس في مظهره مع النسر الأصغر أفر الرأس في العديد من الأشياء، فهو أكبر حجماً من النسر الأصغر كما يبدو من اسمه، وذيله أطول وأعرض. وريشه غامق، أسود براق مقارنة بريش النسر الأصغر الذي يميل ريشه للون البني. ساقا النسر الأكبر أغمق في اللون، ورأسه أكثر اصفراراً وأقل برتقاليةً وورديةً من رأس النسر الأصغر. وجناحا النسر الأكبر أعرض وطيرانه أيضاً أثبت.
بخلاف نسور جنس كاثارتيس، لدى النسر الأكبر أصفر الرأس ريش داخلي أساسي أسود، مقارنة بالريش الثانوي والأساسي الخارجي الشاحب. يفضل النسر الأكبر العيش في الغابات بينما يفضل النسر الأصغر العيش في السافانا، وهو أثقل بنيةً من النسر الأصغر. والنسر الأكبر أصفر الرأس أكبر بطريقة ما من البغاث (النسر التركي). ويمكن تمييزه عن البغاث فقط باختلاف لون الرأس. لون ما تحت جناحه مشابه للبغاث، لكن النسر الأكبر لديه عادةً شريط عريض وخافت عمودياً تحت منصف جناحيه.

## السلوك
يحط النسر الأكبر على أشجار مكشوفة ميتة وعالية، ليراقب المنطقة المحيطة. وعندما يطير فإنه يطير منعزلاً أو في أزواج، ولكنه نادراً ما يطير في أسراب. وطيرانه ثقيل وثابت. ويطير وجناحاه مسطحان، أو مرتفعان بشكل صغير جداً عن خط أفقي، وهذه الوضعية تسمى وضعية دايهدرال في الطيران. طريقة طيران النسر الأكبر هي مثال على طريقة الطيران المرتفع الثابت، والتي تستخدم عمود دافئ للحفاظ على ارتفاعه، من دون الحاجة لتقليب جناحيه. يمتلك النسر الأكبر أصفر الرأس عادة غير عادية ألا وهي التبريد بالفضلات، حيث يتغوط أو يتبول على قدميه لتبريدهما بواسطة التبريد التبخيري. وهذا السلوك ظاهر عند اللقالق ونسور العالم الجديد.

### الغذاء
يعد النسر الأكبر أصفر الرأس حيوان قمام، ويعتمد تماماً على الجثث والجيف. وقد يأكل حتى الحيوانات المدهوسة، أو أي جسد حيوان آخر. يفضل النسر الأكبر اللحم الطازج ولكنه في كثير من الأحيان لا يمكنه قطع جلد الجثة بسبب ضعف وصغر منقاره. ولا يتغذى النسر الأكبر على أي قطعة من الجيفة التي أصبحت في حالة من التعفن الشديد، حيث أنها تصبح ملوثة بالتكسينات الميكروبية. وقد يشرب من أي بركة أو حوض. النسر الأكبر يلعب دور مهم في النظام البيئي كأي نسر آخر، بتخلصها من الجيف التي لو بقيت قد تولَد وتنتج العديد من الأمراض في الأرض.
يجد النسر الأكبر طعامه باستخدام بصره الحاد لتحديد موقع الجثث والجيف في الأرض، ولكنه أيضاً قد يستخدم حاسة الشم لديه لإيجادهم، وهذه قدرة غير شائعة في عالم الطيور. وهو يحدد موقع الجثث بكشف رائحة إيثيل ثيول، وهو غاز يصدر من الحيوانات الميتة التي تبدأ بالتعفن. فص الشم في دماغه المسؤول عن تحديد الروائح كبير جداً مقارنةً بالحيوانات الأخرى. واستخدم البشر هذه الخصائص التي تملكها نسور العالم الجديد، فإيثيل الثيول يُحقن داخل خطوط الأنابيب، التي بها تسرب ثم يبحث المهندسون عن التسرب في الأنابيب بتتبع النسور الجائعة.
يفتقد نسر الملك لحاسة شم الجثث والجيف، فيتبع النسر الأكبر أصفر الرأس للوصول للجثة، وينتزع جلد الجثة فيصل النسر الأكبر لطعامه، فهو لا يستطيع تمزيق جلود الحيوانات الكبيرة. وهذا مثال على التكافل التبادلي بين النوعين. وهو بشكل عام يستبدل الأجساد، بواسطة نسر الملك والبغاث، وذلك لحجمهما الكبير.

### التكاثر
لا تبني هذه النسور أعشاشًا، لكن تفضل وضع بيوضها على الأرض، طوابق الكهوف، حواف الأجراف والجذوع المجوفة. لون بيوضها كريمي ومبقعة ببقع بنية وخصوصاً عند النهاية. والبيوض التي تنتج يتراوح أعدادها من بيضة إلى 3 بيضات، والعدد الطبيعي هو بيضتان. الفراخ مصابة بالعمى ومعراة من الريش، وهي ترتفع عند الفقس، ولا ينمو لها ريش سفلي إلا بعد حين. يطعم النسر الأصغر صغاره بواسطة القلس حيث يهضم الطعام ثم يتقيأه في فم صغاره والذين بدورهم يشربونه. ينمو لها الريش بعد شهرين أو ثلاثة أشهر.

## الموطن والانتشار
يوجد النسر الأكبر أصفر الرأس في حوض الأمازون في أمريكا الجنوبية الاستوائية. وخصوصاً في جنوب شرق كولومبيا، وجنوب وشرق فنزويلا، وفي غيانا وغويانا الفرنسية وسورينام، وشمال غرب البرازيل، وشمال بوليفيا، وشرق البيرو وشرق الإكوادور. لا يوجد النسر الأكبر في الأنديز، في الأراضي المنخفضة في غرب أو شمال الأنديز، أو في المناطق المفتوحة لشمال وشرق أمريكا الجنوبية، أو في المناطق الجنوبية الشبه استوائية للقارة. وينتشر على نطاق واسع، في نطاق عالمي يتراوح ب 6,700,000 كيلومتر مربع. وموطنه الطبيعي هو الأراضي المنخفضة الرطبة في الغابات الاستوائية. وبشكل عام، فهو لا يوجد في ارتفاعات عالية. وهو شائع في مناطق الغابات الكثيفة، وقد يتجول على الأراضي العشبية ولكنه نادراً ما يبتعد عن الغابات والتي توفر مساحات معشعشة ومآوٍ.

## الحماية
بحسب الاتحاد الدولي لحفظ الطبيعة، فإن النسر الأكبر أصفر الرأس غير مهدد بالانقراض، فهو ينتشر في نطاق عالمي مقدر بحوالي 6,700,000 كم مربع، وعدد من الطيور ما بين 100,000 ومليون طائر. هناك أدلة تشير لانخفاض عدد الأنواع من النسر الأكبر، ولكنها ليست مهمة كفاية لتبرر تجديد حالة الحفظ للنسر.

## إنظر أيضاً
- نسر أصغر أصفر الرأس
- نسور العالم الجديد
- بغاث

## وصلات خارجية
- Greater Yellow-headed Vulture pictures